# Александр (Светлаков)
Епископ Александр (в миру Андрей Иванович Светлаков; 4 августа 1839, село Нижняя Маза, Сызранский уезд, Симбирская губерния — 8 октября 1895, Калуга) — епископ Русской православной церкви, епископ Калужский и Боровский, известный православный проповедник, педагог, богослов, писатель и духовный композитор.

## Биография
Родился 4 августа 1839 года в семье пономаря села Нижняя Маза Сызранского уезда Симбирской губернии.
Окончил Сызранском духовном училище. В 1860 году окончил Симбирскую духовную семинарию со званием студента.
27 сентября 1860 года рукоположен во священника к церкви села Городище и скоро переведён в село Кульдюшево.
В 1870 году пережил утрату жены и детей, оставшись с единственным малюткой-сыном.
В 1871 году поступил в Казанскую духовную академию, которую окончил в 1875 году.
Служил законоучителем Нижегородской классической гимназии.
В 1880 году защитил магистерскую диссертацию «История иудейства в Аравии и влияние его на учение Корана» (Каз., 1875).
24 сентября 1883 года принял монашеский постриг и был назначен ректором Вифанской духовной семинарии, 25 сентября возведён в сан архимандрита.
30 июня 1885 года рукоположён во епископа Можайского, викария Московской епархии.
С 11 января 1892 года — епископ Дмитровский, первый викарий Московской епархии.
C 1 августа по 9 августа 1893 года во время болезни митрополита Леонтия (Лебединского) временно управлял Московской епархией.
Будучи назначен на Калужскую кафедру, распространял, как и в Москве, религиозные брошюры, искоренял в Калужских церквях «италианское» пение, открыл епархиальную библиотеку и учредил книжные склады по благочиниям.
Будучи болен раком шеи, служил до тех пор, пока мог стоять.
8 октября 1895 года скончался. Погребён в Калужском Лаврентьевом монастыре.

## Литературное наследие
Большинство сочинений относятся к области нравственного и догматического богословия, а также к истории Церкви.
- Речь при наречении во епископа. «Прав. Обозр.», 1885, июль, с. 558—562.
- «История иудейства в Аравии и влияние его на учение Корана». (Магистерская диссертация). Казань, 1875.
- «Опыт объяснения заповедей Божиих». Н. Новгород, 1878.
- «Изложение учения Православной Церкви о церковной иерархии, благодати, таинствах с приложением статьи о загробной жизни». Н. Новгород, 1879.
- «Изложение учения Православной Церкви». «Церк. Общ. Вестник», 1879, № 117.
- «Нравственный образ Иисуса Христа и его благотворное влияние на жизнь человечества». 1880 год.
- «Слово в первый день Пасхи». Н. Новгород, 1881.
- «Вечное блаженство святых». Перевод с франц. СПБ, 1881.
- «Евангельские чтения для народных школ на славянском языке». Н. Новгород 1882.
- «Основание нравственной жизни — религия и высочайший образ нравственно-общественной жизни Богочеловек Иисус Христос». Публичная лекция. Н. Новгород, 1882.
- «Нравственные уроки в словах и речах». Н. Новгород, 1882.
- «Акты св. мучеников и их религиозно-нравственное значение». Н. Новгород, 1882.
- «Христианские храмы, их история и значение». Н. Новгород, 1882.
- «На память в Бозе почившего имп. Александра II. Нравственный образ его». Н. Новгород, 1882.
- «Слово в день тезоименитства имп. Александра Александровича». Н. Новгород, 1882.
- «Нравоучительные уроки священника к бывшим прихожанам в письмах». «Евг. Чт.» 1887.
- «Уроки по предмету православного катехизиса». М., 1889.

Свв. мученики и религиозно-нравственное значение их. М., 1889.
- «Церковь англиканская по праву ли присвояет себе название кафолической?» М., 1892.
- «Крещение Господне». М. 1892.
- «К торжеству 500-летия памяти преп. Сергия Радонежского чудотворца со дня блаженной кончины его». М., 1892.
- «Сретение Господне». М. 1893.
- «Иисус Христос по Евангелию». М., 1891—1893 гг.
- «Рождество Христово». М., 1893.
- «Спасительность Великого поста». М., 1893.
- «Св. Великий пост». М., 1893.
- «Пиршество Иродов». М., 1893.
- «Слова, речи и поучения». М., 1889—1894 гг. часть I, часть II.
- «О необходимых признаках истинности Св. Церкви». М., 1894.
- «День Пятидесятницы». М., 1895.
- «Вознесение Господне». М., 1895.
- «Торжественный вход Спасителя в Иерусалим». М., 1895.
- «Светлое Христово Воскресенье». М., 1895.